# Trokajny (Miłakowo)
Pour les articles homonymes, voir Trokajny.
Trokajny est un village polonais de la voïvodie de Varmie-Mazurie, dans le powiat d'Ostróda.